# Noah Rubin
Noah Rubin (Long Island, 21 februari 1996) is een Amerikaanse tennisspeler. Hij heeft nog geen ATP-toernooi gewonnen. Wel deed hij al mee aan een grandslamtoernooi. Hij heeft vier challengers op zijn naam staan in het enkelspel. In 2014 won hij de juniorenfinale van Wimbledon. 

## Palmares

### Enkelspel
| Nr.                  | Datum            | Toernooi        | Ondergrond    | Tegenstander in finale | Score            |
| -------------------- | ---------------- | --------------- | ------------- | ---------------------- | ---------------- |
| Gewonnen challengers |                  |                 |               |                        |                  |
| 1.                   | 8 november 2015  | Charlottesville | Hardcourt (i) | Tommy Paul             | 3-6, 7-6(7), 6-3 |
| 2.                   | 12 februari 2017 | Launceston      | Hardcourt     | Mitchell Krueger       | 6-0, 6-1         |
| 3.                   | 3 januari 2018   | Noumea          | Hardcourt     | Taylor Fritz           | 7-5, 6-4         |
| 4.                   | 28 april 2018    | Tallahassee     | Gravel        | Marc Polmans           | 6-2, 3-6, 6-4    |

## Resultaten grote toernooien
| Legenda | Legenda                          |
| ------- | -------------------------------- |
| g.t.    | geen toernooi gehouden           |
| l.c.    | lagere categorie                 |
| –       | niet deelgenomen                 |
| G       | uitgeschakeld in de groepsfase   |
| 1R      | uitgeschakeld in de eerste ronde |
| 2R      | uitgeschakeld in de tweede ronde |
| 3R      | uitgeschakeld in de derde ronde  |
| 4R      | uitgeschakeld in de vierde ronde |
| KF      | uitgeschakeld in de kwartfinale  |
| HF      | uitgeschakeld in de halve finale |
| F       | de finale verloren               |
| W       | het toernooi gewonnen            |
| w-v     | winst/verlies-balans             |

### Enkelspel
| Grandslamtoernooien  |      |     |      |      |   |
| Australian Open      | –    | 2R  | –    | –    | – |
| Roland Garros        | –    | –   | 1R   | –    |   |
| Wimbledon            | –    | –   | –    | 1R   | – |
| US Open              | 1R   | –   | 1R   | –    | – |
| ATP Finals           |      |     |      |      |   |
| ATP Finals           | –    | –   | –    | –    |   |
| ATP Masters 1000     |      |     |      |      |   |
| Indian Wells         | –    | 1R  | –    | –    | – |
| Miami                | –    | –   | –    | –    | – |
| Monte Carlo          | –    | –   | –    | –    | – |
| Madrid               | –    | –   | –    | –    | – |
| Rome                 | –    | –   | –    | –    |   |
| Montreal/Toronto     | –    | –   | –    | –    | – |
| Cincinnati           | –    | –   | –    | –    | – |
| Shanghai             | –    | –   | –    | –    | – |
| Parijs               | –    | –   | –    | –    |   |
| Olympische Spelen    |      |     |      |      |   |
| Olympische Spelen    | g.t. | –   | g.t. | g.t. |   |
| Statistieken         |      |     |      |      |   |
| Totaal aantal titels | 0    | 0   | 0    | 0    | 0 |
| Eindejaarsranking    | 591  | 200 |      |      |   |

### Mannendubbelspel
| Grandslamtoernooien  |      |    |      |    |
| Australian Open      | –    | –  | –    | –  |
| Roland Garros        | –    | –  | –    |    |
| Wimbledon            | –    | –  | –    | –  |
| US Open              | 1R   | 1R | 1R   | 1R |
| ATP Finals           |      |    |      |    |
| ATP Finals           | –    | –  | –    |    |
| Olympische Spelen    |      |    |      |    |
| Olympische Spelen    | g.t. | –  | g.t. |    |
| Statistieken         |      |    |      |    |
| Totaal aantal titels | 0    | 0  | 0    | 0  |
| Eindejaarsranking    | 1387 |    |      |    |